# Hypopyrrhus pyrohypogaster
Rabo-de-quilha-de-barriga-vermelha ou iraúna-de-barriga-vermelha (Hypopyrrhus pyrohypogaster) é uma espécie de ave da família Icteridae. É a única espécie do género Hypopyrrhus.
É endémica da Colômbia.
Os seus habitats naturais são: regiões subtropicais ou tropicais húmidas de alta altitude.
Está ameaçada por perda de habitat.